# Высокая Грива (Алтайский край)
Высокая Грива — село в Панкрушихинском районе Алтайского края России. Входит в состав Подойниковского сельсовета.

## География
Расположен в северо-западной части края, у озёр Нижнее и Верхнее, реки Коновалов Ров.
Климат
континентальный, средняя температура января составляет −18,7 °C, июля — 22 °C. Годовое количество атмосферных осадков — 465 мм.

## История
Основано в 1765 году.
До 2011 года возглавлял Высокогривский сельсовет; после упразднения включён в Подойниковский сельсовет.

## Население
| 1926 | 1997 | 1998 | 1999 | 2000 | 2001 | 2002 | 2003 | 2004 |
| ---- | ---- | ---- | ---- | ---- | ---- | ---- | ---- | ---- |
| 2684 | ↘669 | →669 | ↗761 | ↗770 | ↘769 | ↘754 | ↘731 | ↘718 |
| 2005 | 2006 | 2007 | 2008 | 2009 | 2010 | 2011 | 2012 | 2013 |
| ↗722 | ↘658 | ↘644 | ↗705 | ↘689 | ↘572 | ↘569 | ↘542 | ↘541 |

национальный состав
Согласно результатам переписи 2002 года, в национальной структуре населения русские составляли 93 % от 733 жителей.

## Известные уроженцы, жители
В селе родились: советский краевед, участник Великой Отечественной войны Михаил Аксёнов; участники Парада Победы 24 июня 1945 года Бастрыкин, Михаил Дмитриевич, Махалёв, Семён Иванович.

## Инфраструктура
Экономика
Основное направление экономики — сельское хозяйство.

## Транспорт
Проходит автомобильная дорога общего пользования регионального значения «Крутиха — Панкрушиха — Хабары — Славгород — граница с Республикой Казахстан»(идентификационный номер 01 ОП РЗ 01К-08).